# 占守島
占守島（しゅむしゅとう）は、千島列島北東端の島。ロシア名はシュムシュ島（о.Шумшу）、英語表記はShumshu。ロシアが実効支配しているが、日本側はサンフランシスコ条約締結以来、国際法上は領有権の帰属は未確定と主張している。
現在の島民は灯台守だけで民間人はいない。また島への上陸はロシア国境軍の許可が必要で、ペトロパブロフスク・カムチャツキーからヘリコプターで約2時間かかる。

## 地理

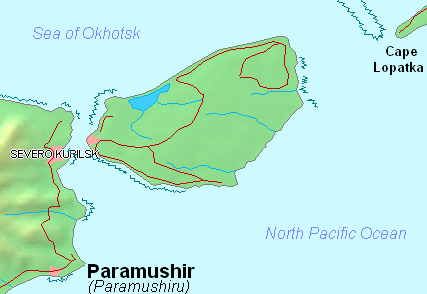
占守島の地図

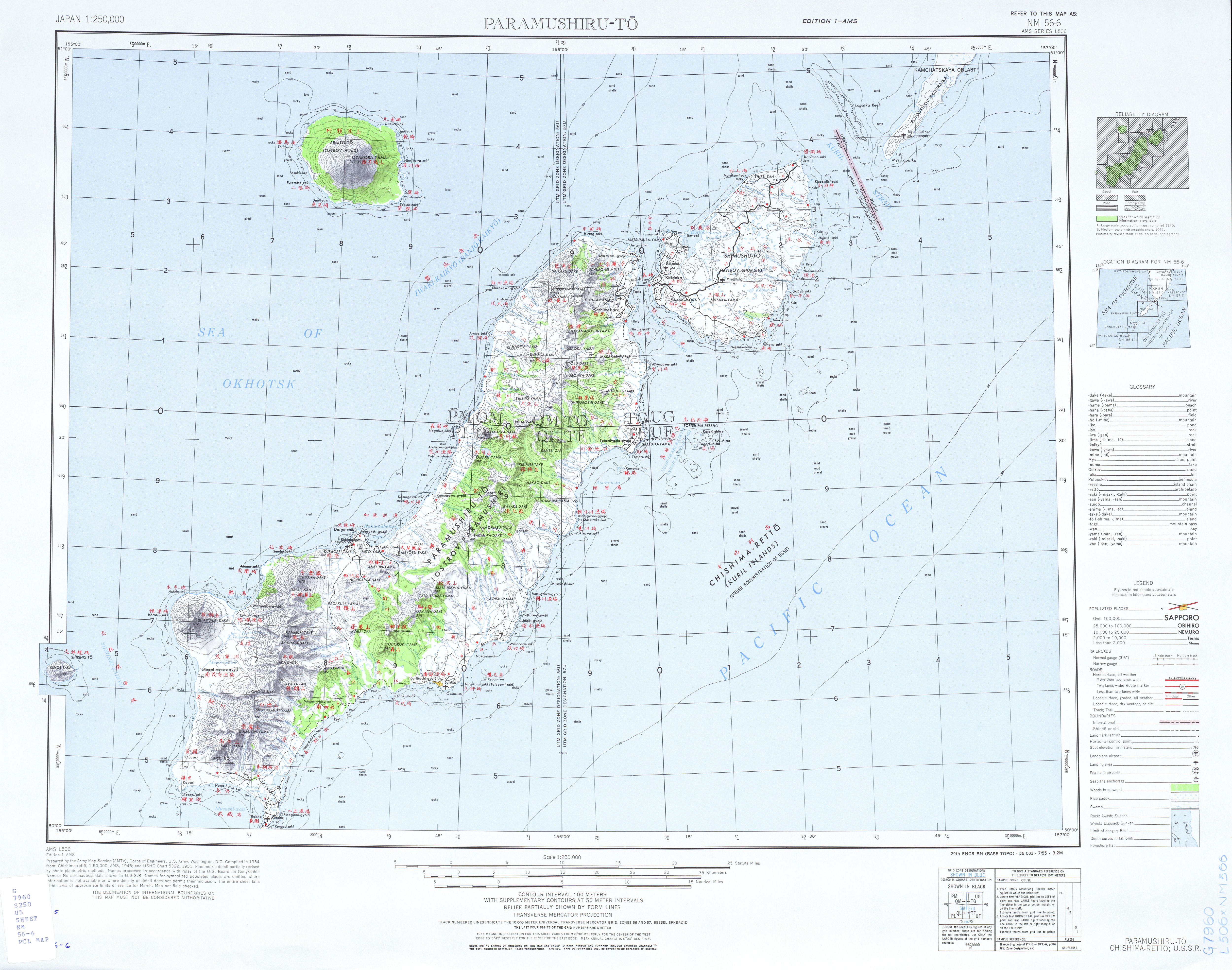
昭和29年のロパートカ岬・占守海峡・占守島・幌筵島・阿頼度島・志林規島

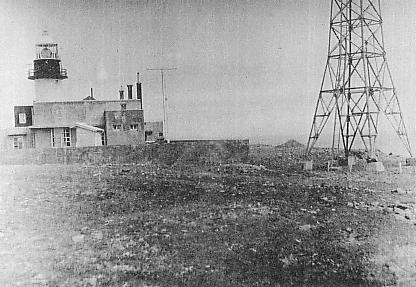
占守島の国端崎灯台

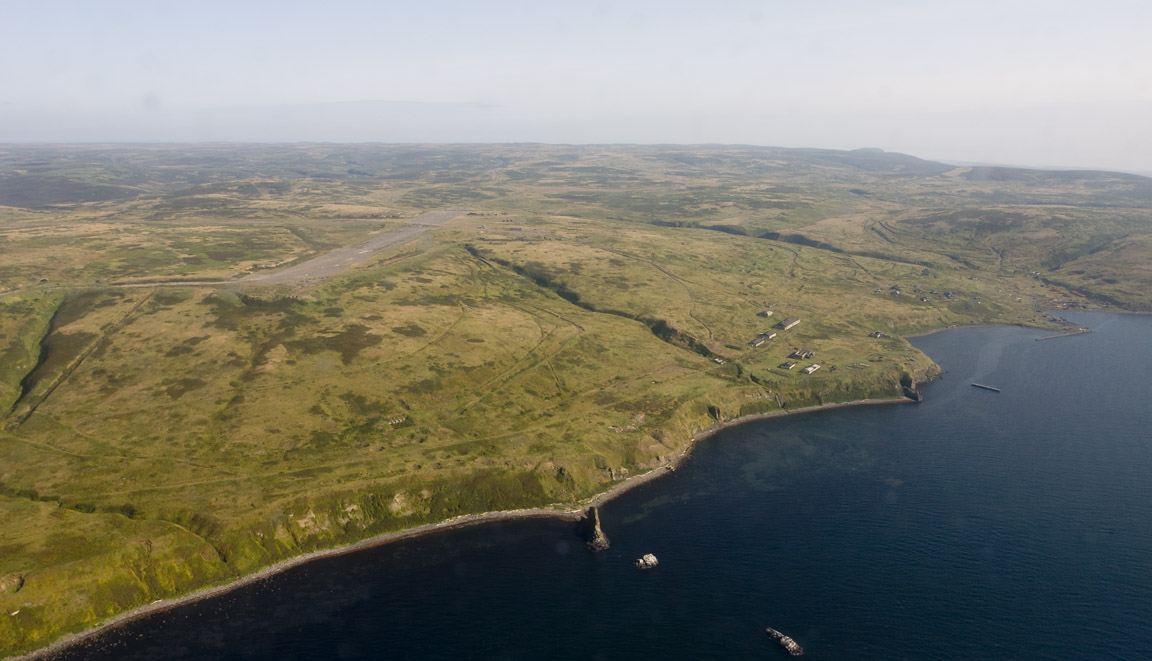
放棄された飛行場の鳥瞰図

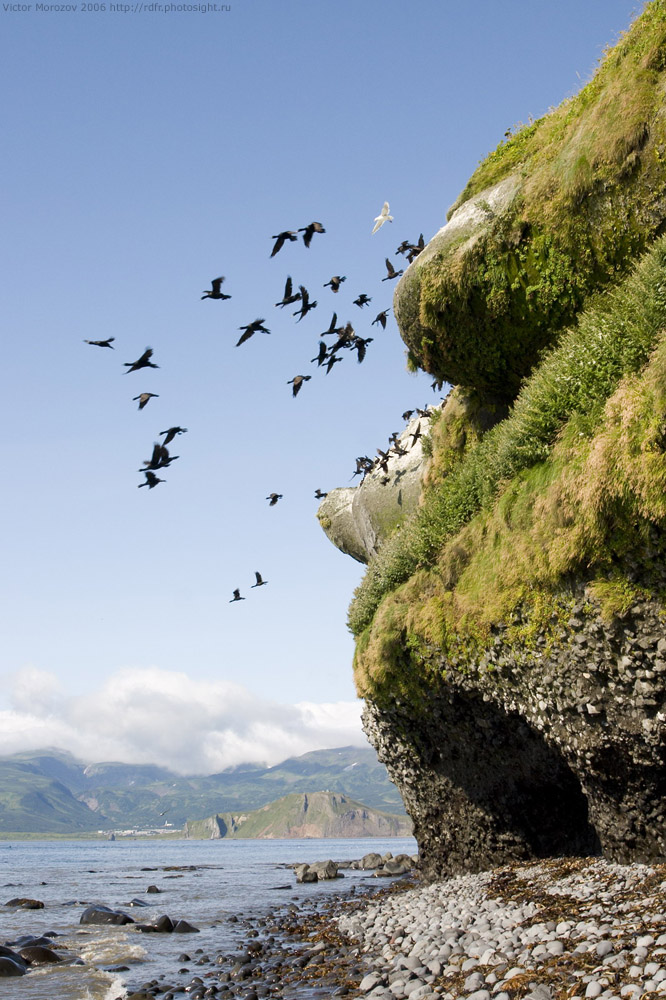
占守島の海岸とウ。左奥に幌筵島の柏原付近が見える

南西から北東へ約 30 キロメートル、幅は最大で 20 キロメートルの大きさで、全体的に楕円形の島である。北東のカムチャツカ半島のロパトカ岬とは占守海峡（ロシア名：第1クリル海峡 Первый Курильский пр.）で、西の幌筵島とは幌筵海峡（波羅茂知海峡、ロシア名：第2クリル海峡 Второй Курильский пр.）で隔てられている。
島の北側の一部は砂浜。砂浜以外はほとんど崖で多くの岩礁がある。海抜 200 メートルくらいの緩やかな丘陵が続き、沼地と草原で覆われている。草原にはかつて日本人の住居があった。しかし、現在は何も残っていない。島を流れる別飛川（べっとぶがわ）では、カラフトマスが遡上することがある。
高台にある四嶺山（しれいさん、標高 171 メートル）には、戦時中に旧日本軍の守備隊の本部が置かれていた。現在では、戦車、砲台、戦闘機、飛行場、格納庫、トーチカなどの残骸や廃墟が残る。また、ロシアは小さいながらも軍事施設を設置している。
オホーツク海と太平洋に囲まれ、夏季でも摂氏 15 度くらいで濃霧が覆う。冬季はマイナス 15 度の極寒の上に猛吹雪に襲われることが多い。2013年現在、ロシア名バイコーヴァ (Байково、日本名:片岡) という集落があり、灯台守と家族の4人が定住するのみである。

## 島名の由来
元禄御国絵図にある地名「しいもし」や鳥居龍蔵の記録にある「シュモチ」はこの島に当たるとされる。
島の名前の由来には様々な説がある。したがって、アイヌ研究家の山田秀三は「判断がつかない地名」としている。
- アイヌ語の「シュム・ウシ（南西・<そこに>ある→南西に存在する、或いは南西に入る）」からとする説
- この島の語源を「シー・モシリ（本島）」とし新知島の語源を「シュム・シリ（西島）」とする説
- 占守島を「シュム・シュ（油・鍋）」とし新知島を「シュム・ウシ（南西にある、入る）」とする説

## 歴史
先史時代から幌筵島と共に人が古くから居住していた。海獣や鳥が多く、生活に都合のよい場所だったとされる。
- 1700年（元禄13年） - 元禄国絵図のため松前藩が幕府に呈上した松前島郷帳に、「しいもし」の名が見られる。
- 1711年及び1713年 - ロシア人ダニラ・ヤコヴレヴィチ・アンツィフェーロフ（Данила Яковлевич Анцыферов）とイワン・ペトロヴィチ・コズイレフスキー（ロシア語版）（Иван Петрович Козыревский）が占守島に上陸し、住民のアイヌからヤサーク（毛皮税）を取り立てた。
- 1715年（正徳5年） - 松前藩主は幕府に対し、「北海道本島、樺太、千島列島、勘察加」は松前藩領と報告。
- 1757年 - 露米会社がヤサークによる暴利を元手にロシア正教会の教会を建立[2]。
- 1855年（安政元年） - 日露和親条約によって、日本とロシアの間で、ロシアの領土であることが一旦は確定された。しかし、この頃になると日露両国の雑居地とされていた樺太に関する問題が深刻化した。
- 1875年（明治8年）5月7日 - 樺太・千島交換条約で樺太と交換され日本領となる。
- 1875年（明治8年）9月 - 樺太開拓使とアイヌ人が内地に引き揚げる。『根室県史草稿』によるとロシアからの引継時人口は33名。『明治9年千島三郡取調書』では9戸35名とある。
- 1875年（明治8年）10月 - 日露両国間で譲渡式がおこなわれる。これにより、目前のロシア、後のソビエト連邦と向き合う最前線となり、国境警備の拠点として日本軍が駐屯。
  - 当時の行政区画では北海道千島国占守郡（現在の北海道根室振興局管内）に属し、択捉島以南と異なり町村制は施行されなかった。択捉島以北にはほとんど民間人の定住者はいなかった。しかし、水産缶詰工場などが建設され、多くの漁民や工場労働者が季節的に滞在していた。
- 1877年（明治10年） - 井深大の祖父基が函館支庁官吏として千島列島を巡回した際、占守島を訪れている[3]。その任を命じたのは、千島の調査に乗り出した北海道開拓使であった。
- 1892年（明治25年）7月4日 - 以降、侍従の片岡利和が上陸。目的は千島列島の調査で、これ以前に既に他の島を巡っていた。また、後にこの方面への開発が進むきっかけとなった。同年夏、片岡侍従らは海軍の柏原長繁大佐の軍艦「磐城」に便乗して帰るが、片岡調査団の根拠地は「片岡」という地名になる。
- 1893年（明治26年）8月31日 - 千島報效義会の会員が上陸して越年。
- 1895年 - 千島報效義会が一時退去するものの翌年、57 名により本格的な入植（片岡）を試みる。
- 1899年（明治29年）春 - 報效義会の拓殖事業が本格化、別所佐吉らが入植。
- 1906年（明治40年） - 日露漁業協定により本格的な北洋漁業が開始。
- 1910年（明治43年） - 小規模なカニの缶詰工場が発足。1914年マルハが本格操業開始。第二次世界大戦前の最大人口（夏季に約 1,000 人）を数えるようになる。
- 1940年（昭和15年）9月 - 陸軍築城部が要塞建設に着手。
- 1945年（昭和20年）8月18日 - 日本がポツダム宣言の受諾を宣言した後、ソ連軍が島の北部の竹田浜に上陸。日本軍と戦闘に突入（占守島の戦い）。千島列島で唯一のソ連との交戦が行われた地となった。
- 同年9月2日 - 日本政府が降伏文書に調印すると、同日に出された一般命令第1号によって、占守島はソ連占領下となった。
- 1946年（昭和21年）1月29日 - 連合国最高司令官指令第677号によって、千島列島における日本の行政権が正式に停止させられる。
- 同年2月2日]- ソ連が自国領土編入を宣言。
- 1951年（昭和26年） - 日本はサンフランシスコ講和条約で同島を含む千島列島の領有権を放棄させられた。同条約では、放棄させられた千島列島の帰属が定められていないので、日本政府はこの地域の帰属は未定という立場を取っている。
- 1991年（平成3年） - ソ連崩壊後に成立したロシア連邦が実効支配を継承。
- 2024年（令和6年） - トルトネフ副首相が上陸作戦を記念した屋外博物館を提案。

### その他
占守島の学術的調査は、1899年の鳥居龍蔵による千島アイヌの民族学的・考古学的調査が最初である。翌1900年には北海道庁属託の河野常吉が高岡直吉（北海道庁参事官）の北千島調査に加わるかたちで考古学的調査を行った。その後、1930年代の馬場による大規模な発掘調査が実施された。
- 別飛遺跡[4]
- 潮見川遺跡[5]

## 占守島の戦い
1945年8月15日（モスクワ時間8月14日）、日本のポツダム宣言受諾通告後、極東ソビエト軍総司令官は、第2極東方面軍司令部と太平洋艦隊司令部に対し、カムチャツカ現有勢力により千島列島北部の占領を目的とする作戦の準備及び実施を命令した。なお、千島列島南部は、北千島とは別にサハリン（樺太）からの部隊が攻略する計画だった。
ポツダム宣言受諾に伴い日本軍第91師団の占守島守備隊は武装解除の準備作業に取りかかっていたが、8月18日未明、突如ソ連軍が押し寄せ上陸作戦を開始、日本軍守備隊は急遽、武装解除を取り止め戦闘に入った。日本軍は上陸進攻してきたソ連軍をいったん上陸地点の竹田浜にまで押し返したものの、第5方面軍の戦闘停止命令に従い、軍使を派遣して停戦交渉を行い、8月21日に日本軍第91師団長が降伏を定めた文書に署名し、完全に停戦が成立した。24日までに、占守島・幌筵島の日本軍は武装解除された。ソ連側死傷者数は日本側死傷者数を上回ったことが判明している（ソ連側資料では日本側死傷者約1,018名、ソ連側約1,567名）。
その後、新知島までの北部千島の日本軍は、8月27日までに武装解除された。9月初旬までに全千島がソ連軍に占領された。千島列島では占守島以外で戦闘はなかった。降伏後、武装解除された日本兵はシベリアへ抑留された。
2014年以降、サハリン州の調査団が占守島を調査。日本兵およびソ連兵の遺骨を収集した。2015年11月までに27柱が日本側に引き渡されているが、身元が特定できたのは1柱のみ。2016年7月にも調査は行われ、遺骨や日本軍のカノン砲が収集されている。
2017年7月19日、民間団体約20人がカムチャツカ半島からヘリコプターで激戦地の四嶺山を訪れ慰霊祭を実施。現地の慰霊祭は、2005年に日本政府主催で行われてから12年ぶりの開催。

## 占守島を題材にした出版物など

### 小説
- 浅田次郎 『終わらざる夏』 集英社、2010年／集英社文庫 （全3巻）、2013年
- 東雲くによし 『陸軍中将　樋口季一郎の決断』 WAC、2024年

### 舞台
- TEAM NACS 『PARAMUSHIR〜信じ続けた士魂の旗を掲げて』、2018年